# ISO 31
ISO 31 est une ancienne norme internationale (« Grandeurs et unités », ISO, 1992). Sa version actuelle est la série de normes ISO/CEI 80000 « Grandeurs et unités ». C'est le guide de normalisation le plus largement respecté pour l'utilisation des unités de mesure, et des formules qui les utilisent, dans les documents utilisés par les scientifiques, les chercheurs, les enseignants, les étudiants, les entreprises, dans le monde. Dans la plupart des pays, les notations utilisées dans les manuels en physique et en sciences, dans les écoles et les universités, mais aussi dans les entreprises, suivent de près les lignes directrices données par la norme ISO 31.

## Description
La norme se compose de 14 parties :
- ISO 31-0 (en) : Principes généraux
- ISO 31-1 (en) : Espace et temps (remplacée par ISO/CEI 80000-3:2007)
- ISO 31-2 (en) : Phénomènes périodiques et connexes (remplacée par ISO/CEI 80000-3:2007)
- ISO 31-3 (en) : Mécanique (remplacée par ISO/CEI 80000-4:2006)
- ISO 31-4 (en) : Chaleur (remplacée par ISO/CEI 80000-5)
- ISO 31-5 (en) : Électricité et magnétisme (remplacée par ISO/CEI 80000-6)
- ISO 31-6 (en) : Lumière et rayonnements électromagnétiques (remplacée par ISO/CEI 80000-7)
- ISO 31-7 (en) : Acoustique (remplacée par ISO/CEI 80000-8:2007)
- ISO 31-8 (en) : Chimie physique et physique moléculaire (remplacée par ISO/CEI 80000-9)
- ISO 31-9 (en) : Physique atomique et nucléaire (remplacée par ISO/CEI 80000-10)
- ISO 31-10 (en) : Réactions nucléaires et rayonnements ionisants
- ISO 31-11 : Signes mathématiques et symboles utilisés dans les sciences physiques et la technologie (remplacée par ISO/CEI 80000-2:9)
- ISO 31-12 (en) : Caractéristiques numériques (remplacée par ISO/CEI 80000-11)
- ISO 31-13 (en) : Physique de l'état solide (remplacée par ISO/CEI 80000-12)

Une seconde norme internationale sur les grandeurs et les unités est CEI 60027 (en). Les normes ISO 31 et CEI 60027 ont été révisées par les deux organisations de normalisation en collaboration. La norme révisée harmonisée est connue sous le code ISO/CEI 80000.

## Application
Cette norme n'est pas, en soi, obligatoire, mais certains pays en rendent certaines parties obligatoires, parfois avec des exceptions. Par exemple en France le décret n°61-501 du 3 mai 1961 relatif aux unités de mesure et au contrôle des instruments de mesure.
Les notations recommandées par la norme pour les fonctions hyperboliques ou pour la transposée d'une matrice ne sont pas celles qui sont employées habituellement en France dans l'enseignement ; la notation pour les coefficients du binôme a changé depuis quelques années, pour s'adapter à la notation anglaise, qui est aussi celle de la norme ISO 31.